# Hinganghat
Hinganghat è una città dell'India di 92.325 abitanti, situata nel distretto di Wardha, nello stato federato del Maharashtra. In base al numero di abitanti la città rientra nella classe II (da 50.000 a 99.999 persone).

## Geografia fisica
La città è situata a 20° 34' 0 N e 78° 49' 60 E e ha un'altitudine di 214 m s.l.m..

## Società

### Evoluzione demografica
Al censimento del 2001 la popolazione di Hinganghat assommava a 92.325 persone, delle quali 47.921 maschi e 44.404 femmine. I bambini di età inferiore o uguale ai sei anni assommavano a 10.149, dei quali 5.399 maschi e 4.750 femmine. Infine, coloro che erano in grado di saper almeno leggere e scrivere erano 73.469, dei quali 40.261 maschi e 33.208 femmine.